# Un amore splendido
Un amore splendido è un film del 1957 diretto da Leo McCarey.
È un remake del suo precedente film Un grande amore del 1939 con Charles Boyer e Irene Dunne. Un successivo remake è Love Affair - Un grande amore, diretto nel 1994 da Glenn Gordon Caron.
La trama narra una fulminante, malinconica ed intensa storia d'amore tra i due personaggi che si protrasse anche nella realtà in una frequentazione tra gli attori Deborah Kerr e Cary Grant.
L'opera, molto elegante e raffinata nei costumi e nelle atmosfere, ottenne lusinghieri riscontri tra critica e pubblico. Ricevette quattro candidature "tecniche" ai Premi Oscar del 1958, non riuscendo però a ricevere nemmeno una statuetta.

## Trama
Nickie Ferrante è uno scapolo che vive alle spalle delle sue varie successive fidanzate, aiutato in questo dal proprio charme. Ora è in crociera, solo, consapevole che qualsiasi donna potrebbe essere vittima del suo fascino. Sta tornando a New York, dove a breve sposerà un'affascinante ereditiera. Sulla nave, però, incontra Terry, una bellissima donna anch'essa fidanzata che si trova in vacanza, mentre il suo uomo si occupa di affari. Immediatamente, sulla nave, tra i due si stabilisce un legame, che viene però soffocato nel tentativo di sfuggire ai commenti degli altri passeggeri.
Durante una sosta del piroscafo nel porto di Villefranche-sur-Mer, Nickie ne approfitta per visitare la casa di sua nonna Janou. Terry, che pensa che Nickie stia inventando una scusa per incontrare una delle sue fiamme, decide di accompagnarlo. Nella paradisiaca casa sulla scogliera della nonna, Terry scopre il grande talento di Nickie per la pittura, da lui rigettata in quanto troppo autocritico, e rimane affascinata dalla saggezza dell’anziana signora che le promette di donarle il proprio scialle quando non ci sarà più. Prima di lasciare la casa e salutare la nonna, Nickie la convince a suonare il piano e, mentre Terry canta, si rende conto di vedere in lei più della semplice ennesima conquista.
Di ritorno a bordo, i due si rendono conto di essere autenticamente innamorati. Tuttavia entrambi capiscono che Nickie, abituato da sempre a vivere sulle spalle delle sue amanti, non sarebbe in grado di garantire il tenore di vita a cui entrambi sono abituati. Si danno così appuntamento di lì a sei mesi, il primo luglio alle 17, sulla terrazza al 102º piano dell'Empire State Building. Se Nickie sarà riuscito a dimostrare di essere in grado di lavorare per vivere, si sposeranno.
Sbarcati, vengono accolti dai rispettivi fidanzati, con Nickie che si mostra subito freddo e distaccato verso la sua ereditiera, mentre Terry rivela al proprio fidanzato, facoltoso uomo d’affari, il proprio amore per lo scapolo appena conosciuto. Torna pertanto alla città natale di Boston, dove comincia di nuovo a cantare nei teatri. L’ultima sera dei suoi spettacoli chiede di poter cantare una canzone che le sta molto a cuore, quella che la nonna di Nickie aveva suonato per loro durante la sosta in Francia. Nickie decide di riprendere a dipingere e, nonostante sia disposto anche a lavori umili pur di guadagnare qualcosa, inizia a mettere da parte del denaro con la vendita dei propri quadri.
Il giorno dell'appuntamento, Nickie sale sulla terrazza. Terry, lievemente in ritardo, arriva con un taxi: emozionatissima, uscendo dal mezzo che l'ha portata davanti al grattacielo, mentre attraversa la strada, guarda in alto verso la terrazza e non si accorge di un'auto che sta sopraggiungendo e che la travolge. Dopo l'incidente perde l'uso delle gambe e decide di non contattare più Nickie per non suscitare la sua pietà. L'uomo, dal canto suo, è convinto che Terry non lo ami più. Decide, però, di non tornare al vecchio stile di vita e continua a dedicarsi alla pittura.
Passa il tempo. Nickie apprende la notizia della morte della nonna e torna in Francia. Mentre si trova in casa e si lascia andare a ricordi malinconici, viene raggiunto dal custode che gli consegna lo scialle che Janou aveva desiderato andasse a Terry. La donna, paralizzata su una sedia, lavora come insegnante in una scuola parrocchiale e una sera il suo ex fidanzato, che fin da subito le era stato vicino dopo l’incidente, la accompagna ad un concerto. A fine serata, mentre sta uscendo dalla sala, Nickie, anch'egli al concerto invitato dalla ex fidanzata, vede la donna che ancora ama, seduta insieme ad un altro. I due si salutano ma lui, vedendola con quello che crede essere il suo fidanzato, la saluta freddamente e si allontana.
Il giorno successivo è Natale. Nickie, in procinto di partire, trova il modo di conoscere l’indirizzo di Terry e decide di portarle il prezioso scialle della nonna. Riuscito a sapere dove abita, Nickie va subito a trovarla nel di lei appartamento, ma non si rende conto della sua disabilità, perché lei, durante la visita, resta sempre seduta su un divano. Lui le fa capire tutta la delusione provata nel non trovarla sul grattacielo il giorno dell’appuntamento, ma lei, pur di non farsi commiserare, gli tace la propria infermità. Nickie le consegna lo scialle, rivelandole la morte della nonna, che lei aveva già intuito visto che le lettere che le aveva inviato erano state rimandate indietro.
Parlando della sua attività di pittore, le racconta di aver dipinto un quadro, rappresentante lei e la nonna. Aveva messo moltissimo di sé in quel quadro ed il suo gallerista lo considerava il suo capolavoro. Dato il proprio coinvolgimento emotivo egli non desiderava vendere il quadro, ma il suo gallerista gli aveva rivelato che una donna su una sedia a rotelle era rimasta così innamorata del quadro che aveva espresso il forte desiderio di averlo. Nickie allora aveva permesso al gallerista di donare il quadro alla donna. Solo in quel momento, guardando il plaid che copriva le gambe di Terry, Nickie viene assalito dal dubbio: che sia lei la persona a cui ha donato il quadro? Di scatto si dirige verso la camera da letto, apre la porta e vede il quadro appeso sulla parete. Finalmente compreso il motivo per cui non gli ha detto niente delle sue condizioni, le chiede perdono per aver dubitato di lei e i due si sciolgono in un toccante abbraccio.

## Distribuzione
- Stati Uniti d'America: 11 luglio 1957
- Germania Ovest: 27 settembre 1957
- Francia: 2 ottobre 1957
- Italia: 12 settembre 1957

## Citazioni in altre opere
- Un amore splendido è citato più volte nel film Insonnia d'amore (Sleepless in Seattle, 1993), di Nora Ephron, con Tom Hanks e Meg Ryan. La protagonista ha un debole per questa pellicola, di cui si intravedono alcune scene, e di cui viene ripresa l'idea dell'appuntamento fra i due innamorati sull'Empire State Building a New York. La cosa determinò negli Usa una corsa a noleggiare Un amore splendido, che fu così riscoperto dal grande pubblico.
- L'investimento e la conseguente paralisi della protagonista vengono citati in un flashback nell'episodio 4 della stagione 15 de I Griffin, ma il titolo del film viene riportato come Un amore meraviglioso.
- Un amore splendido è il titolo di un episodio del telefilm Un medico in famiglia. Due personaggi non protagonisti hanno una passione in comune per questo film e vanno a vederlo in una rassegna cinematografica.